# Mucun (sockenhuvudort i Kina, Hebei Sheng, lat 38,41, long 114,68)
Mucun är en sockenhuvudort i Kina. Den ligger i provinsen Hebei, i den norra delen av landet, omkring 220 kilometer sydväst om huvudstaden Peking. Antalet invånare är 29 242. Befolkningen består av 14 360 kvinnor och 14 882 män. Barn under 15 år utgör 14,0 %, vuxna 15-64 år 77 %, och äldre över 65 år 8,0 %.
Runt Mucun är det tätbefolkat, med 913 invånare per kvadratkilometer. Närmaste större samhälle är Hantai, 16,8 km sydost om Mucun. Trakten runt Mucun består till största delen av jordbruksmark.
Genomsnittlig årsnederbörd är 702 millimeter. Den regnigaste månaden är juli, med i genomsnitt 228 mm nederbörd, och den torraste är januari, med 4 mm nederbörd.